# Toudou
Toudou est une commune rurale située dans le département de Toécé de la province du Bazèga dans la région du Centre-Sud au Burkina Faso.

## Santé et éducation
Toudou accueille un centre de santé et de promotion sociale (CSPS). Le village possède une école primaire.